# Асбест (футбольный клуб)
«Асбест» (каз. Асбест футбол клубы) — бывший казахстанский футбольный клуб из города Житикара. Домашние матчи принимал на стадионе «Горняк». В 2006 году, во втором профессиональном сезоне, стал Вице-чемпионом Первой лиги в конференции «Северо-восток». В Кубке Казахстана выигрывал только одну встречу: в 2006 году против фарм-клуба «Тобол-2». В 2010 году, в связи с финансовым положением, клуб снялся с розыгрыша Первой Лиги Казахстана после 19-го тура и был расформирован.
В советское время также участвовал в Чемпионатах Казахской ССР на региональном уровне. В 1981-м году стал обладателем кубка Кустанайской области.

## Достижения
- Серебряный призёр Первой лиги Казахстана (Конференция «Северо-восток») (1): 2006

## Статистика
| Сезон | Первая Лига   | Первая Лига | Первая Лига | Первая Лига | Первая Лига | Первая Лига | Первая Лига | Первая Лига | Первая Лига | Кубок |
| Сезон | Конференция   | Место       | Игр         | В           | Н           | П           | ГЗ          | ГП          | О           | Кубок |
| ----- | ------------- | ----------- | ----------- | ----------- | ----------- | ----------- | ----------- | ----------- | ----------- | ----- |
| 2005  | Северо-восток | 6           | 24          | 10          | 3           | 11          | 30          | 34          | 33          | 1/32  |
| 2006  | Северо-восток | 2           | 24          | 15          | 5           | 4           | 37          | 17          | 50          | 1/32  |
| 2007  | Северо-восток | 7           | 26          | 10          | 5           | 11          | 34          | 42          | 35          | 1/16  |
| 2008  | Первая лига   | 7           | 26          | 11          | 4           | 11          | 37          | 41          | 37          | 1/16  |
| 2010  | Первая лига   | 18          | 34          | 0           | 2           | 32          | 11          | 110         | 2           | 1/32  |

## Известные тренеры
- Щербина Игорь